# West Palm Beach
West Palm Beach is een plaats (city) in de Amerikaanse staat Florida, en valt bestuurlijk gezien onder Palm Beach County.

## Geschiedenis
De stad werd gesticht door Henry Morrison Flagler, een van de oprichters van Standard Oil, hij maakte het zandbankeiland waarop Palm Beach is gelegen bereikbaar via een spoorweg, de Florida East Coast Railway. West Palm Beach werd daarbij opgericht als dienstenstad maar is intussen uitgegroeid tot een grotere stad dan Palm Beach.
De stad werd een drukbezocht oord tijdens het winterseizoen waar mensen uit het koudere noorden willen overwinteren in het warme Florida.

## Demografie
Bij de volkstelling in 2000 werd het aantal inwoners vastgesteld op 82.103.
In 2006 is het aantal inwoners door het United States Census Bureau geschat op 98.774, een stijging van 16671 (20.3%).

## Geboren
- Dickey Betts (1943-2024), zanger en gitarist
- Jimmy Bo Horne (1949), zanger
- Allen Covert (1964), acteur, komiek, filmproducent en schrijver.

## Overleden
- Tim Richmond (1989), autocoureur
- John Garrahy (2012), politicus
- Edgar Mitchell (2016), astronaut
- Lance Ten Broeck (2023), golfspeler

## Geografie
Volgens het United States Census Bureau beslaat de plaats een oppervlakte van
150,7 km², waarvan 142,8 km² land en 7,9 km² water.

## Plaatsen in de nabije omgeving
De onderstaande figuur toont nabijgelegen plaatsen in een straal van 8 km rond West Palm Beach.